# Pierweijer
Pierweijer of Pierweyer (eerder ook Pierwaaijer of Pierwaijer) is een Nederlandse familienaam.

## Etymologie
De herkomst van de naam is onzeker, maar het zou kunnen dat de naam naar een beroep verwijst, alhoewel stamvader Albertus Pierwaaijer de naam aannam na terugkomst uit Rusland, waar hij gedeserteerd was uit het leger van Napoleon en het terugsloeg op zijn vrolijke aard. De naam werd hem gegeven door zijn kameraden. Het woord pierewaaier voor een vrolijk figuur komt ook oorspronkelijk uit het Russisch.

## Statistieken
In Nederland waren er in 2007 104 personen met de familienaam Pierweijer. De variant met een y is sinds ergens na 1947 niet meer waargenomen. De varianten met a in de naam zijn door spellingswijzigingen in de burgerlijke stand veranderd in de huidige namen. In België kwam de naam in 2008 in het geheel niet voor, ook niet de variant met een y.

## Bekende personen
Enkele bekende naamdragers zijn:
- Benno Pierweijer (1948–2004), een Nederlands pianist en muziekpedagoog
- Esther Pierweijer (1977), een Nederlands actrice en zangeres